# 小行星21436
小行星21436（21436 Chaoyichi）是一颗绕太阳运转的小行星，为主小行星带小行星。该小行星于1998年3月31日发现。

## 轨道参数
小行星21436的轨道半长轴为2.1867374 UA，离心率为0.085。